# Médaille d'argent du CNRS
Pour un article plus général, voir Médailles du CNRS.
La médaille d'argent du CNRS est une récompense scientifique décernée tous les ans en science à une quinzaine de chercheurs par le Centre national de la recherche scientifique (CNRS).
Elle est créée en 1954 afin de mettre en valeur et mieux connaître les réalisations internes. Cette médaille distingue un chercheur pour « l'originalité, la qualité et l'importance de ses travaux, reconnus sur le plan national et international ». Depuis 2014, le CNRS décide d'augmenter la visibilité des femmes scientifiques,. Il applique un principe de parité à partir de 2016 pour l'attribution des médailles de bronze et d'argent.
La médaille fait partie des médailles « Talents CNRS » que sont la médaille d'or qui récompense l'ensemble d'une carrière scientifique, la médaille de bronze qui récompense les jeunes chercheurs, la médaille de l'innovation qui honore les travaux remarquables sur le plan technologique, thérapeutique, économique ou sociétal, et la médaille de cristal qui récompense les personnels d'appui à la recherche.

## Liste des lauréats
- 2025 : Manuel Bibes (Physique) ; Laurent Bopp (Climatologie) ; Serge Cantat (Mathématiques) ;  Christine Chevallereau (Robotique) ; Cécile Cottin-Bizonne (Physique) ; Laurence Croguennec (Physique) ;  Muriel Darmon (Sociologie) ; Marie-Laure Derat (Histoire) ; Emmanuel Dupoux (Sciences cognitives) ; Cecilia García Peñalosa (économie) ;  Anne-Lise Giraud Mamessier (Neurosciences) ; Vladimir Gligorov (Physique) ; Gwyneth Igram (Biologie) ;  Béatriz Jurado-Appruzzese (Physique) ; Sébastien Lecommandoux (Chimie) ;  Serge Luquet (Physiologie) ;  Pierre Marquis (Informatique) ; Géraldine Masson (Chimie) ; Franck Poupeau (Sociologie) ;  Benoît Roman (Physique) ;  Anne-Virginie Salsac (Biomécanique des fluides) ;   Carine Tisné (Biologie Moléculaire) ; Philippe Vandenkoornhuyse (Biologie) ;  Raphaël Voituriez (Physique)[7].

- 2024 : Renata Basto (Biologie cellulaire) ; Giulio Biroli (Physique des systèmes complexes) ; Sara Bolognesi (Physique des particules) ; Soraya Boudia (Histoire des sciences et sociologie) ; Éric Cascales (Microbiologie); Anne Charmantier (Écologie) ; Sarah Cohen-Boulakia, (Sciences des données, Bioinformatique, Reproductibilité) ; Julie Delon (Mathématiques) ; Eleni Diamanti, (Communications numériques quantiques) ; Marc Fleurbaey (Économie) ; Florence Gazeau (Physique) ; Nicolas Giuseppone (Chimie) ; Jean-Louis Halpérin (Sciences du droit); Estelle Herrscher (Anthropologie, bioarchéologie) ; Christelle Hureau-Sabater, (Chimie) ; Amaelle Landais-Israël (Climatologie) ; Aristide Lemaitre (Physique et ingénierie des matériaux) ; François Leulier (Génétique Moléculaire) ; Karine Perraut (Astronomie) ; Eduardo Pimentel Cachapuz Rocha (Génomique) ; Christophe Prieur (Automatique, mathématiques appliquées) ; Raphaël Rodriguez (Chimie organique, Biologie cellulaire) ; Céline Spector, (Philosophie) ; Alessandro Stanziani (Histoire) ; Aleksandra Walczak (Biophysique)
- 2023 : Sophie Achard (statistiques appliquées aux neurosciences) ; Jean-Paul Ampuero (mécanique et imagerie des séismes) ; Sabine Barles (urbanisme et aménagement) ; Ludovic Berthier (physique statistique) ; Laure Blanc-Féraud (traitement numérique des images) ; Sandrine Blazy (sciences du logiciel) ; Isabelle Cantat (dynamique des mousse et des films liquides) ; Jeanne Crassous (chimie moléculaire) ; Julie Déchanet-Merville (immunologie), Sabine Fourrier (mondes anciens et médiévaux), Michel Grossetti (sociologie des réseaux sociaux) ; Luba Jurgenson (littérature russe) ; Alexander Kuhn (électrochimie) ; Alain Lacampagne (physiologie) ; Araceli Lopez-Martens (physique nucléaire) ; Éric Maire (science et ingénierie des matériaux) ; Tâm Mignot (microbiologie) ; Anna Minguzzi (physique théorique) ; Ludovic Orlando (paléogénomique) ; María Concepción Ovín Ania (chimie des matériaux) ; Hervé Piégay (géographie) ; Matthieu Piel (biologie cellulaire) ; Bertrand Toën (géométrie et topologie algébriques) ; Mehrez Zribi (télédétection de l'humidité des sols par données radar).
- 2022 : Ingela Alger (économie) ; Michel Beaudouin-Lafon (informatique) ; Pascal Chabert (physique) ; Véronique Cortier (informatique) ; Sandrine Costamagno (archéologie) ; Sandra Duharcourt (biologie) ; François Forget (astrophysique) ; Claire Gardent (informatique) ; Didier Gigmes (chimie) ; Philippe Goldner (chimie) ; Laurent Groc (neurosciences) ; Bertrand Maury (mathématiques) ; Michel Naepels (anthropologie) ; François Parcy (biologie) ; Valérie Pichon (chimie) ; Frédéric Pierre (nanosciences) ; Ana Rodrigues (écologie) ; Carole Rossi (science des matériaux) ; Vincent Tatischeff (physique) ; Mercedes Volait (histoire) ; Marta Volonteri (astrophysique) ; Claire Wilhelm (biophysique).
- 2021 : Michael Bender (physique) ;  Gilles Berillon (histoire naturelle) ; Antoine Browaeys (optique) ; Rodolphe Clérac (chimie) ; Cathy Clerbaux (physique de l'atmosphère) ; Andréa Dessen (biologie structurale) ; Valentina Emiliani (optique) ; Guilaine Lagache (astrophysique) ; Jean-François Laslier (sciences humaines et sociales) ;  Anke Lindner (physique) ; Hélène Morlon (biologie) ; Olivier Neyrolles (microbiologie) ; Gabriel Peyré (mathématiques) ; David Pointcheval (informatique) ; Patricia Reynaud-Bouret (mathématiques) ; Gisèle Sapiro (sociologie) ; Philippe Schlenker (sciences humaines et sociales) ; Catherine Tallon-Baudry (neurosciences) ; Marie-Hélène Verlhac  (biologie) ; Jérôme Weiss (sciences de la Terre).
- 2020 : Sihem Amer-Yahia (informatique) ; Marie Balasse (archéozoologie) ; Silke Biermann (physique théorique) ; Tatiana Budtova (mise en forme des matériaux) ; Isabelle Chuine (écologie) ; Éric Collet (physique) ; Rosa Cossart (neurobiologie) ; Philippe Dillmann (archéomatériaux) ; Anna Erschler (mathématiques) ; David Farrusseng (chimie) ; Vanessa Fierro (chimie) ; Christophe Grangeasse (microbiologie) ; Gilles Havard (mondes américains) ; Boris Hippolyte (physique nucléaire) ; Jean-Luc Imler (modèles insectes) ; Denis Laborde (sciences humaines et sociales) ; Gaëlle Legube (biologie cellulaire) ; Philippe Poulin (chimie) ; Jérôme Rose (géosciences) ; Ronan Sauleau (télécommunication) ; Anne-Marie Thiesse (pays germaniques) ; Andréa Tommasi (géoscience).
- 2019 : Nicolas Asher (informatique) ; Viviane Baladi (mathématiques) ; Jocelyn Benoist (philosophie) ; Alberto Bianco (nanomatériaux) ; Laurent Blanchoin (biochimie) ; Francisco Chinesta (ingénierie des matériaux) ; Marie Cornu (droit) ; Nicolas Galtier (biologie évolutive) ; Ruxandra Gref (chimie-physique) ; Satya Narayan Majumdar (physique théorique) ; Valérie Masson-Delmotte (climatologie) ;  Claire Mathieu (informatique) ; Alessandro Morbidelli (planétologie) ; Jean-François Nierengarten (chimie) ; Emmanuelle Pouydebat (biologie de l'évolution) ; Claire Rougeulle (biologie) ; Marie-Claire Schanne-Klein (biophotonique) ; Marie-Hélène Schune (physique des particules) ; Johanna Siméant-Germanos (science politique) et Ekaterina Zhuravskaya (économie).
- 2018 : Sandrine Bony (sciences de l'Univers) ; Pierre Comon (sciences des données) ; Pierre-Jean Corringer (biochimie et biophysique) ; Ghislaine Dehaene-Lambertz (sciences cognitives) ; Jérôme Gaillardet (sciences de l'Univers) ; Barbara Glowczewski (anthropologie) ; Julie Grollier (physique) ; Anne-Christine Hladky (acoustique) ; Mathieu de Naurois (astronomie) ; Éva Jakab Tóth (chimie bioinorganique) ; Bruno Klaholz (biologie structurale) ; Patrick Le Galès (science politique et sociologie) ; Marc Legros (physique des matériaux) ; Jean-François Lutz (chimie) ; Grégory Miermont (mathématiques) ; Marie-Dominique Nenna (archéologie) ; Olivier Pouliquen (ingénierie) ; Martine Simonelig (génétique) ; Sabine Szunerits (chimie) et Wilfried Thuiller (écologie et modélisation).
- 2017 : Nabila Aghanim (cosmologie) ; Laure Bally-Cuif (neurobiologie) ; Jacqueline Bloch (physique quantique et optique) ; Lydéric Bocquet (physique) ; Christophe Breuil (mathématiques) ; Hélène Budzinski (chimie) ; Éric Chauvet (écologie fonctionnelle) ; Philippe Ciais (climatologie) ; Bérengère Dubrulle (physique théorique) ; Louis Fensterbank (chimie organique) ; François Hild (mécanique des matériaux) ; Jérôme Lang (intelligence artificielle) ; Purificación López-García (biologie évolutive) ; Frédérique Marion (physique des particules) ; Jacques Pelegrin (préhistoire) ; Jean-Luc Schwartz (sciences cognitives) ; Michael Sieweke (immunologie) ; Agnès van Zanten (sociologie de l'éducation) ; Frédérique Viard (écologie et biologie évolutive) et Marie Claire Villeval (économie).
- 2016 : Madeleine Akrich (sociologie des techniques) ; Arezki Boudaoud (morphogenèse végétale) ; Didier Bourissou (chimie) ; Sophie Brasselet (optique physique) ; Jérôme Chave (écologie tropicale) ; Philippe Dagaut (cinétique chimique) ; Isabelle Gallagher (mathématiques) ; Jean-Marc Jézéquel (informatique) ; Elias Khan (physique nucléaire) ; Brigitte Pakendorf (dynamique du langage) ; François Payre (génétique moléculaire) ; Catherine Picart (biomatériaux) ; Violaine Sautter (géologie extraterrestre) ; Barbara Tillmann (sciences cognitives) ; Anne Tresset (archéozoologie) et Wolfgang Wernsdorfer (nano-physique).
- 2015 : Monsef Benkirane (virologie moléculaire) ; Jérôme Chappellaz (glaciologie) ; Philippe Coussot (mécanique-physique) ; Gabrielle Demange (économie) ; Alain Dereux (nanophotonique) ; Tatiana Giraud (biologie évolutive) ; Christine Joblin (astrophysique) ; Vincent Lafforgue (mathématiques) ; Thomas Lecuit (biologie cellulaire) ; Bernard Manin (sciences politiques) ; Catherine Postic (physiologie métabolique) ; Valentine Roux (archéologie) ; Hélène Ruiz Fabri (droit) ; Patrice Simon (sciences des matériaux) ; Marie-Paule Teulade-Fichou (chimie des acides nucléiques) ; Jocelyne Troccaz (robotique médicale) et Fabian Zomer (physique des particules).
- 2014 : Chantal Abergel (virologie environnementale) ; Dominique Bockelée-Morvan (astrophysique) ; Mireille Bousquet-Mélou (informatique mathématique) ; Jean-François Cardoso (sciences de l’information) ; Jean-François Carpentier (catalyse organométallique) ; Marie-Emmanuelle Chessel (histoire) ; Francesco d’Errico (préhistoire et évolution humaine) ; Saadi Khochbin (biologie moléculaire) ; Margaret Maruani (sociologie de l’emploi et du genre) ; Françoise Massines (procédés plasma à pression atmosphérique) ; Nicolas Moës (mécanique) ; David Quéré (physique des interfaces) ; François Recanati (philosophie analytique) ; Pascale Senellart-Mardon (nano-photonique) et Yves Sirois (physique des hautes énergies).
- 2013 : Nalini Anantharaman (mathématiques) ; Benoît Douçot (physique de la matière) ; John Dudley (photonique) ; Jean-Philippe Girard (biologie cellulaire) ; Anne Houdusse Juillé (biologie moléculaire) ; Anne Imberty (glycobiochimie structurale) ; Bruno Karsenti (philosophie) ; Serge Lallemand (géodynamique) ; Astrid Lambrecht (physique théorique) ; Sandra Lavorel (écologie fonctionnelle) ; Jean-Michel Muller (informatique) ; Lluis Quintana-Murci (génétique des populations) ; Angela Sirigu (neurosciences cognitives) et Isabelle Wingerter-Seez (physique des particules).
- 2012 : Jean-Louis Barrat (physique des matériaux) ; Janne Blichert-Toft (géochimie) ; Marie-Paule Cani (informatique) ; Bernadette Charleux (chimie des polymères) ; Bernard de Massy (biologie moléculaire) ; Jean Duprat (cosmochimie) ; Marie-Anne Félix (génétique évolutive) ; Samuel Forest (mécanique des matériaux) ; Pierre Fraigniaud (informatique) ; Éric Gourgoulhon (astrophysique théorique) ; Jean-Christophe Harmand (nanotechnologie) ; Marie-Christine Hellmann (archéologie) ; Ivan Huc (chimie supramoléculaire) ; Bernard Lahire (sociologie) ; Graça Raposo (biologie cellulaire) ; Paolo Samorì (nanochimie) ; Frédéric Thomas (biologie évolutive) et Marat Yusupov (biologie moléculaire).
- 2011 : Marie-Françoise André (géomorphologie) ; Jérôme Bouvier (astronomie) ; Thierry Buffeteau (chimie) ; Dominique Cardon (histoire) ; Giacomo Cavalli (génétique et épigénétique) ; Franck Courchamp (écologie) ; Guillaume Fiquet (géophysique) ; Jean Goubault-Larrecq (informatique) ; Bruno Goud (biologie cellulaire) ; Jonathan Grainger (psychologie cognitive) ; François Hache (physique optique) ; Mir Wais Hosseini (chimie supramoléculaire) ; François Le Diberder (physique des particules) ; François Loeser (mathématiques) ; Silviu Niculescu (automatique) ; Jean-Philippe Pin (neuropharmacologie) ; Pere Roca Cabarrocas (physique des interfaces) ; Hubert Saleur (physique théorique).
- 2010 : Chris Bowler (biologie végétale) ; Monique Arnaud (astrophysique) ; Agnès Barthélémy (physique de la matière condensée) ; Frédérique Battin-Leclerc (chimie-physique de la combustion) ; Azzedine Bousseksou (magnétisme et de la commutation moléculaires) ; Dominique Chatain (physico-chimie des matériaux) ; Bénédicte Dargent (neurobiologie) ; Patrick Flandrin (traitement du signal) ; Xavier Garbet (physique des plasmas de fusion par confinement) ; Alice Guionnet (mathématiques) ; Thierry Lebel (hydrométéorologie) ; Alain Manceau (sciences de l’environnement) ; Daniel Metzger (génomique fonctionnelle) ; Éric Moulines (traitement statistique de l’information) ; Anca Muscholl (informatique) ; Denise Pumain (géographie) ; Jean-Luc Redelsperger (modélisation météorologique) ; François Renaud (biologie de l’évolution) ; Gavin Salam (physique des particules) ; Olivier Sorlin (physique nucléaire) et Alain Trautmann (immunologie).
- 2009 : Bruno Antonny (biologiste cellulaire) ; Pierre Astier (astrophysicien) ; Bruno Berge (physique de l'optique) ; Yves Bréchet (physico-chimie) ; Françoise Burel (écologie) ; Mathilde Cannat (géophysique) ; Élisabeth Charlaix (physique) ; Daniel Choquet (neurobiologie) ; Sylvie Derenne (géochimie) ; Valérie Doye (biologie cellulaire) ; Stéphan Fauve (physique des matériaux) ; Françoise Forges (économie) ; Olivier Gascuel (bioinformatique) ; Jean-François Le Gall (mathématiques) ; Yannick Mellier (cosmologie) ; Sylviane Muller (biologie moléculaire) ; Serge Paugam (sociologie) ; Jacqueline Vaissière (physiologie de la parole) ; Henri Weimerskirch (naturaliste) et Jieping Zhu (chimie).
- 2008 : Jean-Yves Bigot (physique de la matière) ; Mireille Blanchard-Desce (chimie physique) ; Xavier Blase (physique théorique des matériaux) ; Karine Chemla (histoire des mathématiques) ; Hubert Comon-Lundh (cryptographie) ; François-Xavier Désert (astronomie) ; Alain Destexhe (neurosciences computationnelles) ; Noël Dimarcq (métrologie) ; Edith Heard (épigénétique) ; Dominique Iogna-Prat (histoire médiévale) ; Jean-François Joanny (physico-chimie théorique) ; Marie Malissen (immunologie) ; Stéphane Noselli (biologie du développement) ; Gilles Pinay (écologie fonctionnelle) ; Alexandre Rozanov (physique des particules) ; Stéphanie Thiébault (archéologie de l'antiquité) et Philippe Walter (archéologie physique).
- 2007 : Anne Abeillé (linguistique) ; Benedita Barata da Rocha (immunologie) ; Michel Callon (sociologie) ; Gabriel Chardin (physique fondamentale) ; Laurent Charlet (géochimie des polluants) ; Jean-Marc Chomaz (mécanique des fluides) ; Abdelhak Djouadi (physique des particules) ; Jean-Luc Gauvain (traitement informatique de la parole) ; Antoine Georges (physique théorique) ; Jean Massies (physique des semi-conducteurs) ; Isabelle Olivieri (écologie) ; Michel Reddé (archéologie de l'antiquité) ; Denis-Didier Rousseau (climatologie) ; Philippe Sautet (chimie) ; Bertrand Séraphin (génétique moléculaire) ; Olivier Voinnet (biologie moléculaire) et Samir Zard (chimie organique).
- 2006 : Philippe Aghion (économie) ; Alexei Baranov (physique des semi-conducteurs) ; Jean Baumgarten (linguistique juive) ; Gilles Chabrier (astrophysique) ; Martin Giurfa (cognition animale) ; Roberte Hamayon (anthropologie du chamanisme) ; Marcel Hibert (pharmacochimie) ; Ryszard Lobinski (chimie analytique) ; Annick Loiseau (physique des microstructures) ; Michel Magny (paléoclimatologie) ; Alain Marty (neuroscience cellulaire) ; Nigel Orr (physique corpusculaire) ; Isabelle Rico-Lattes (chimie) ; Pierre Rochette (minéralogie magnétique) ; Pascale Romby (biologie moléculaire) ; Stéphane Roux (physique de la matière) ; François Schweisguth (biologie du développement) ; Claire Voisin (mathématiques).
- 2005 : Sebastian Amigorena (immunologie) ; Florence Babonneau (chimie) ; Hélène Bouchiat (physique de la supraconduction) ; Hervé Claustre (océanologie) ; Robert Descimon (histoire) ; Stéphane Douady (physique de la matière) ; Henri Duday (médecine archéologique) ; David Lyndon Emsley (chimie) ; Joël Guiot (paléoclimatologie) ; Patrick Janot (physique des particules) ; Patrick Mehlen (biologie cellulaire) ; Frank Merle (mathématiques) ; Pierre Montmitonnet (physique des matériaux) ; Eva Pebay-Peyroula (biologie structurale) ; Jean-Marcel Rax (physique des plasmas) ; Léna Sanders (géographie) ; Jacques Stern (cryptographie) et Hervé Vaucheret (biologie végétale).
- 2004 : Sylvain Auroux, Denis Bernard, Bertram Blank, Jean-Paul Bravard, Jean-Pierre Brun, Philippe Flajolet, Marc Fontecave, Olivier Joubert, Rosine Lallement, Daniel Lincot, Michel Loreau, Bernard Maro, Guy Millot, Jean-Luc Nespoulous, Félix Rey, François Robert, Paolo Sassone-Corsi, Olivier Talagrand, Vladimir Touraev et Stéphane Zaleski.
- 2003 : Jacques Barhanin (biologie cellulaire) ; Michel Campillo (géophysique) ; Phillippe Cinquin (médecine) ; Jean-Michel Claverie (bioinformatique) ; Rodolphe Dos Santos Ferreira (économie) ; Alain Doucet (physiologie) ; Jean Dubuisson (virologie) ; Joseph Gril (physique des matériaux) ; Mathieu Joanicot (physico-chimie) ; Louis Le Sergeant D'hendecourt (astrochimie) ; Pierre Ledoussal (physique théorique) ; Dominique Massiot (physique des matériaux) ; Lucia Reining (spectroscopie) ; Vanina Ruhlmann-Kleider (physique des particules) ; Jean Claude Schmitt (histoire) et François Waquet-Point (histoire intellectuelle).
- 2002 : Marc Chaussidon, Jameleddine Chelly, Dominique Delande, Jean-René Duhamel, Philippe Grangier, Michel Kochoyan, Serge Kox, Dominique Langevin, Antoine Maignan, Dominique Mailly, Annie Marc, Bénédicte Michel, Philippe Normand, Dan Sperber, Jean Tirole et Jean-Denis Vigne.
- 2001 : Christophe Charle (histoire) ; Françoise Combes (astrophysique) ; Jean-Pierre Couderc (génie chimique) ; Guy David (mathématiques) ; Henri Godfrin (physique quantique) ; Christian Gourieroux (économie) ; Danièle Hervieu-Leger (sociologie) ; Christian Joachim (nanoélectronique  moléculaire) ; Jacques Joyard (physiologie cellulaire végétale) ; Max Malacria (chimie organique) ; Patrick Roudeau (physique des particules) ; William Rutherford (biologie moléculaire) ; Artur Scherf (biologie moléculaire) ; Joseph Sifakis (informatique) ; Laszlo Tora (biologie moléculaire) ; Jean-Pierre Valet (géophysique).
- 2000 : Geneviève Almouzni (épigénétique) ; Ignatios Antoniadis (physique théorique) ; Augustin Berque (géographie culturelle) ; Jérôme Bibette (chimie physique) ; Didier Blavette (physique des matériaux) ; Michel Bruneau (acoustique) ; Claude Chappert (nanomagnétisme) ; Christian Gautier (bio informatique) ; Michel Gonin (physique des particules) ; Pierre Meyrand (neurobiologie) ; Yanick Ricard (géophysique) ; Brigitte Senut (paléontologie) ; Marie-Claude Smouts (science politique) ; Philippe Tailhades (physique des matériaux) ; Philippe Vieillard (thermodynamique) et Francis-André Wollman (biologie cellulaire).
- 1999 : Albert Tarantola (physique), Daniel Scherman (biologie), Didier Chatenay, Geneviève Dollfus (archéologie), Leanne Pitchford (physique), Marc Virchaux, Marc-Pierre Bonneville, Pascale Delecluse, Patrick Cousot (informatique), Pierre-Michel Menger (sociologie), Raymond Ziessel, Richard Lavery, Robert Boyer (économie), Roland Jouvent et Sigrid Avrillier.
- 1998 : Michel Brion (mathématiques), Bruno Hamelin, Christian Glattli (physique), Dominique Julia (histoire), François Amiranoff, François Azouvi (histoire), Georges Kleiber (linguistique), Guy Bertrand (chimie), Jean-François Chemin, Jean-Louis Chaboche, Jean-Paul Behr (chimie), Jérôme Giraudat, Margaret Buckingham (biologie), Michel Raymond (biologie) et Thérèse Encrenaz (astronomie).
- 1997 : Alain Oustaloup (électronique), Alain Pasturel, Bernard Degrange, Bruno Chaudret (chimie), Cécile Morrisson (histoire), François Bourguignon (économie), Heinz Schulz (physique), Hieu Ha Minh, Jacques Samarut (biologie), Jean Bullier, Laurent Meijer, Marie-Angèle Hermitte (droit), Michael E. Hochberg, Patrick Williams (musicologie), Philippe Bougeault, Thierry Heidmann et Vincent Rivasseau.
- 1996 : Bernard Malissen (immunologie), Bruno Giros, Claude Bremard, Daniel Vaulot, François Biraben, François Bonhomme, Georges Balmino, Gildas Simon, Guy Joulin, Janine Cossy (chimie), Jean Martinez (mathématiques), Jean-Loup Waldspurger (mathématiques), Joël Galin, Marcel Méchali (biologie), Marie-Claude Gaudel (informatique), Pierre Grémion et Serge Gruzinski (histoire).
- 1995 : Alain Blondel, Bernard Drévillon (physique), Bernard Legras, Bruno Solnik, Christian Cambillau, Claude Jaupart (géophysique), Clément Sanchez, Hélène Barbier-Brygoo, Jean-Marie Beau, Jean-Philippe Bouchaud (physique), Ky Dang Van, Marc Laburthe, Mathias Fink (physique), Michel Launey et Serge Laroche (physique).
- 1994 : Alexandre Alexakis, Benoît Perthame (mathématiques), Bernard Frois, Catherine Bréchignac (physique), Catherine Fuchs (linguistique), Daniel Courjon, Daniel Prieur, François Michel, François Semah, François Sidoroff, Geneviève Berger (médecine), Jacques Laskar (astronomie), Jacques Verron, Jean-Noël Chazalviel, Michael Löwy (sociologie) et Odile Eisenstein (chimie).
- 1993 : Alain Benoit (physique), Bernard Cabane (physique), Christian Amatore (chimie), Daniel Fournier (physique), Jacques Vauclair (physchologie), Jean Weissenbach (biologie), Jean-Claude Laprie (informatique), Jean-François Minster, Patricia Simpson, Pierre Coullet (physique), Pierre Pétrequin, Roger Guesnerie (économie), Sébastien Candel (physique) et Vincent Courtillot (géophysique).
- 1992 : Barbara Romanowicz (géophysique), Denis Gratias (cristallographie), Didier Roux (chimie), Éric Karsenti, Georges Bertrand (géographe), Gilles Lebeau, Jacques Barbet, Jean Peter, Jean-Claude Gay, Jean-Pierre Ponssard (économie), Ketty Schwartz (pharmacie), Marguerite Yon, Patrick Buat-Menard, Pierre-Louis Sulem et Xavier Gérard Viennot.
- 1991 : Bernard Meunier (chimie), Catherine Turon, Christian Frelin, Claude Henry (économie), Claude-Agnès Reynaud (immunologie), Étienne Ghys (mathématiques), Jean-Eudes Augustin (physique), Jean-Louis Luche, Marcel Knossow, Michel Fliess (informatique), Michel Py (archéologie), Norbert Clauer, Pascal Ferré, Pierre Suquet (physique) et Richard Goulet (historien).
- 1990 : Albert Benveniste, Axel Kahn (génétique), Bernard Etienne, Bernard Remaud, Françoise Candau, Jean Andreau (historien), Jean-Jacques Laffont (économie), Jean-Dominique Lebreton (biomathématiques), Jean-Paul Bernardini, Jean-Pierre Renard (géographie), Marc Mézard (physique), Peter Cobbold, Philippe Kahn, Pierre Rivaille, Robert Fuchs et Samten G. Karmay (histoire).
- 1989 : Albert Tarantola (physique), Daniel Scherman (biologie), Didier Chatenay, Geneviève Dollfus (archéologie), Leanne Pitchford, Marc Virchaux, Marc-Pierre Bonneville, Pascale Delecluse, Patrick Cousot (informatique), Pierre-Michel Menger (sociologie), Raymond Ziessel, Richard Lavery, Roland Jouvent et Sigrid Avrillier.
- 1988 : Alfred Vidal-Madjar (astrophysique), Andrew Greene, Annie Gautier-Hion, Blanche-Noëlle Grunig, Francis Albarède (géochimie), Gérard Smadja, Gilles Sautter (géographie), Jean Thierry-Mieg, Karl Ferdinand Werner (histoire), Ludwik Leibler (physique), Marie-France Carlier-Pantaloni (chimie), Michel Heller (histoire), Patrick Greussay, Pierre Guerrier, Quoc Son N’guyen et Rammal Rammal.
- 1987 : Jean-Pierre Sauvage (chimie), René Blanchet (géologie), Francis Beck et Gérard Laumon (mathématiques).
- 1986/1987[a] : Jean-Paul Repellin, Maurice Lombardi, Christiane Taupin, équipe Eureca (Etude de la Réécriture et de ses applications) du Crin (Centre de Recherche en Informatique de Nancy), Claude Froehly, Jean-Claude Risset (musicologie), Bernard Roux, Jean-Pierre Badiali, Gérard Le Caer, Claude Wakselman, Andrée Marquet (chimie), Bertrand Castro, Jean-Loup Puget (astrophysique), Gérard Megie (physique), Adolphe Nicolas (géologie), André Sentenac (biologie), Monique Pecot, Jean-Claude Kader, Alberto Mallart, Nicole Pasteur, Pierre Catala (droit), André Raymond (histoire), Juliette Ernst (philologie) et Michel Huglo.
- 1986 : Charles Tresser, Dominique Stéhelin (microbiologie)
- 1985 : Christian Jungen, Claude Combes (biologie), Denise Barthomeuf, Henri Martinot, Ion Gresser, Jacques Schultz, Jean Orcibal (histoire), Jean-Louis Le Mouël, Katalin Paris (linguistique), Madeleine Cavalier, Maurice Flory, Michel Las Vergnas (mathématiques), Nicolas Franceshini, Philippe Janvier (paléontologie), Serge David et Yvon Le Beyec.
- 1984 : Armand Bianchi, Claude Meillassoux (anthropologie), Daniel Tondeur (chimie), Jacques Benveniste (médecine), Jacques Prost (physique), Jean Lemaitre, Jean Requin, Jean-Claude Mathieu, Jean-Yves Lallemand (chimie), Ladislas Kubin, Laurence Jehasse (archéologie), Marie-France Vignéras (mathématiques), Marie-Madeleine Gauthier (sciences humaines et sociales), Michel Della Negra (physique), Paul Tapponnier (géophysique) et Simha Arom (ethnologie).
- 1983 : Arlette Rougeul-Buser, Armand Beaulieu, Eugène Cremmer (physique), Georges Kalinowski (philosophie), Gérard Orth (médecine), Jacqueline Belloni (chimie), Jacques Arvieux, Marie-Lise Chanin (physique), Osman Yahia, Paul Dhamelincourt, Peter Hawkes, Robert Bouc, Robert Mandrou (histoire), Roland Trompette et Serge Aubry.
- 1982 : Agnès Spycket, Alexandre Psychoyos, Daniel Bonneau, Daniel Mansuy (chimie), Dino Moras (chimie), Dominique Lahalle, Ioan Doré Landau (informatique), Jean-Michel Vaccaro (musicologie), Jeanne Larroche, Jean-Yves Girard (mathématiques), Pierre Monceau, Renaud Foy, Robert Adde, Robert Corriu, Robert Sadourny (physique), Roland Douce et Yves Coppens (paléontologie).
- 1981 : Alfred Ramamonjiarisoa, André Tramer, Bernard Dutrillaux, Dominique Levesque, Etienne Barrelet, Evanghelos Bricas, Évariste Sanchez-Palencia, Guy de Thé, Guy Thuillier, Henri Chanzy, Henri Sanchez-Palencia, Jean Francheteau, Jean Pépin (philosophie), Johannes Sjöstrand (mathématiques), Marcel Sergent, Pierre Birot (géographie) et Roger Chevrel.
- 1980 : Max Karoubi (mathématiques), Fernand Michel Renard, Raymond Besson, Claude Deutsch, Olivier Kahn (chimie), Nicolas Spassky, Yan Bottinga (géochimie), Georges Pedro, Harvey Eisen, Jacques Blondel (biologie), Jacques Dupaquier (histoire), Jacques Barrau (biologie), Jacques Petit et Jeanne Robert-Vanseveren.
- 1979 : Alain Levelut, Edouard Fabre, Emil Hopfinger, Eugène Fleischmann, François Mathey, Jean-Claude Promé, Jean-Jacques Silvestre, Jean-Marie Briantais, Jean-Michel Combes, Jean-Paul Poirier (physique), Louis Cot, Michel Lazdunski (biologie), Michel Mollat du Jourdin (histoire), Pierre Lallemand et Yvon René Dommergues.
- 1978 : Claude Détraz, Françoise Héritier (anthropologie), Gaston Tuaillon, Guy-Antonin Martin, Jacques Baudon, Jacques Testud, Jean Gonella, Jean-Claude Charpentier, Jean-François Delpech, Jean-François Normant, Jean-Pierre Chevalier, Michael Michelson, Michel Waldschmidt (mathématiques), Pierre Hadot, Phocion Francescakis et Robert Comes.
- 1977 : Alain Bienaymé, Alain Connes (mathématiques), Anne Kagan-Moszkowska, Claude Audoin, Claude Mondésert (théologie), Étienne Juillard (géographie), Georges Guiochon, Georges Lampel, Georges Vachaud, Guy Dirheimer, Jacques Pinard (biologie), Jean Dercourt (géologie), Jean Starcky (histoire), Jean-Claude Jacquesy, Jean-Pierre Vernant (histoire), Pierre-Noël Mayaud (géophysique) et Sylvain Liberman.
- 1976 : Charles Carriere, Clémence Dupont, Daniel Esteve (physique), Édith Brayer, Ernest Marechal, Francis Galibert, Henri Cornille, Jacqueline M.C. Thomas (linguistique), Jacques Mercier, Jean-Claude Lehmann (physique), Jean-Michel Savéant (chimie), Paul Camion (mathématiques), Pierre Bergé (physique), Robert Wolf et Suzanne Bazin.
- 1975 : András Zempléni, André Brosset (biologie), Christian Imbert, Éric Varoquaux, François-Georges Gault, Jean-Jacques Delpuech, Marcel Banner, Maurice Birot, Maurice Kleman, Nguyen Dat-Xuong, Patrick Le Fort, Pierre Toubert (histoire), Pierre-Roland Giot (histoire), Raymond Dugrand (géographie) et Roger Chesselet.
- 1974 : Liliane Brion-Guerry (histoire), Henri Kagan (chimie), Henry de Lumley (paléontologie), Jean Daussant, Jean Rouxel (chimie), Jean-Claude Toutain, Laurent Siebenmann (mathématiques), Paul Tchernia, Philippe Salin, Pierre Bothorel, Pierre Maroteaux, Rémy Lemaire et Sylvie Béguin (histoire).
- 1973 : Pierre Marin[8] , Bernard Schmitt, Bhupesh Das, Éric de Dampierre (ethnologie), Gilbert Weill, Guy Beaujouan (histoire), Jacqueline Pirenne (archéologie), Jean-Maurice Cases, Luc Montagnier (biologie), Pierre Gardette (lettres), Roger Foucher, Roger Peyret, Schaeffer, Suzanne Tyc-Dumont et Xavier Le Pichon (physique).
- 1972 : Claude Benoit, Frayssinet, Georges Busson, Georges Giralt, Guy Laval (physique), Miroslav Hill, Jana Hillova, Jean-François Labarre, Jean-Marie Lehn (chimie), Joseph Mélèze-Modrzejewski (histoire), Marguerite Dupire (ethnologie), Paul Musset, Pierre Chaunu (histoire), René Moreau (physique), René Pellat (physique), Robert Martin (linguistique) et Yvon Croisille.
- 1971 : Albert Cassuto, André-Georges Haudricourt (ethnologie), Marie-Anne Bouchiat (physique), Antoine Delattre, Bernard Jouffrey, Georges Amsel, Guido Biozzi, Jacqueline Clement, Jacques Oudar, Joseph Bové, Marcel Bertrand, Paul Pellas (géologie), Pierre Jaeglé et Robert Fossier (histoire).
- 1970[b]
- 1969 : Georges Charpak (physique), Claude Goux, Donald E. Russell (paléontologie), Étienne Bernand (histoire), Henri James, Henri-Jean Martin (histoire), Jacques Ducuing, Jacques Leloup, Jean Ginibre (mathématiques), Marius Ptak, Sylvestre Julia et Yves Quéré (physique).
- 1968 : André Boué, Edmond Malinvaud (économie), François Legay, Gaston Berthier (chimie), Georges Slodzian, Harro H.R. Buchli (biologie), Joëlle Boué, Marcel Richard, Marianne Lambert, Max Costa, Paul Montastruc et Serge Sauneron (archéologie).
- 1967 : Bernard-Philippe Groslier (archéologie), Boris Oksengorn, Claude Ropartz (médecine), Cécile Mialhe (physiologie), Emmanuel Le Roy Ladurie (histoire), Georges Valladas, Jacqueline Beaujeu-Garnier (géographie), Jean Lascombe, Juan Goni, Ladislav Tauc (biologie), Maurice Jacob (physique)et Panca Heim.
- 1966 : André Haget, Armand Hadni, Bruce Bailey Goodman, Fang Tsen Li, Frédéric Engel (archéologie), Frédéric Mauro (histoire), Jacques Ricard, Jean Rigaudy (chimie), Louis Baud, Pierre Lehr, Mattei Dogan, Odette Taffanel (archéologie), Pierre Meriel et Roger Dumoulin.
- 1965 : Raymond Bonnardel.
- 1964/1965[a] : Cyrano De Dominicis, Pierre Mianes, Pierre De Gennes (physique), Robert Goutarel, Marcel Bessis (médecine), Renée Rochefort (géographie),  Philippe Wolff (histoire) et Pierre Timbal.
- 1964 : Claude Cohen-Tannoudji (physique), Alexandre Koyré, Alexandre Piankoff (archéologie) et Pierre Sigwalt (chimie).
- 1963/1964[a] : Alexandre Aschkenasy, Liliane Brion-Guerry, Gérard Buttin, Paul Champagnat, Marie-Thérèse de Mallmann (ethnologie), Maurice Durchon (biologie), Jean Falguereittes, Françoise Gaume-Mahn, et Marie-Louise Lavigne (économie).
- 1963 : André Lagarrigue (physique), Marie Ader (physique) et Ionel Solomon (physique).
- 1962/1963[a] : Pierre Biberson, Maurice Cottin, Max Plan, Pierre Blet (histoire), Michel Rodot, Pierre Vignais et Eugène Zaleski.
- 1962 : Georges Courtes (astronomie) et Jean Delumeau (histoire).
- 1962/1961[a] : Robert Folz (histoire), Alain Girard (sociologie), Alain Moreau, René Pauthenet (physique) et Gaston Viaud (psychologie).
- 1961 : André Boischot, Jean Comandon, Jean Brunn (géologie), Henri Benoit[9], Antoine Culioli (linguistique) et Jérôme Lejeune.
- 1960/1961[a] : Jean Baradez (archéologie), Roger Bastide (sociologie), Yvon Belaval (histoire), Emile-Jacques Blum, Jacques Butterlin, Jean Guiart (anthropologie), Pierre Joly, Marcel Malissen et Philippe Nozieres (physique).
- 1960 :  Pierre Brunet (géographie) et Jean Delumeau (histoire)
- 1959[b] : René Bernas, Jean Jacquot, Pierre Pédelaborde (géographie), Lucien Rudrauf (littérature) et Bianca Tchoubar (chimie).
- 1958[b] : Yvonne Choquet-Bruhat (mathématiques), Henri Lhote (anthropologie), Suzanne Bachelard (philosophie), René Chapus (droit) et Michael Lederer (chimie)
- 1957[b] : Gérard Wlérick (astronomie)[9]
- 1956[b] : Bernard Halpern (pharmacie) et Pierre Naville (sociologie)[9]
- 1955[b] : Louis Dubertret (géologie), Maurice Roseau (mathématiques) et Jean Brossel (physique)[9]
- 1954[b]

## Voir aussi

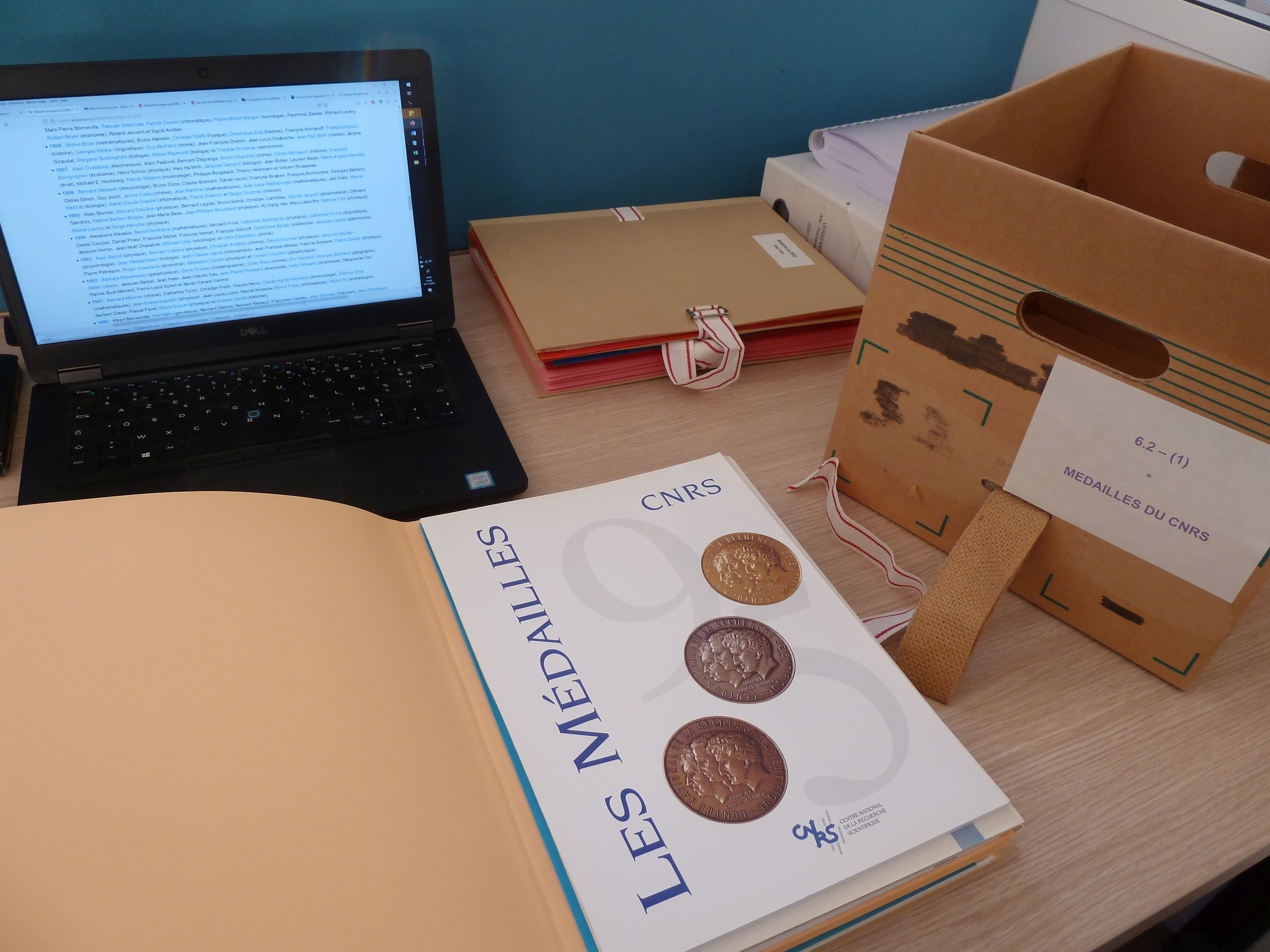
Exemple de documents de synthèse des médailles d'or, d'argent et de bronze aux Archives du CNRS